# Casimir Christoph Schmidel
Casimir Christoph Schmidel (* 21. November 1718 in Bayreuth; † 18. Dezember 1792 in Ansbach) war ein deutscher Arzt und Botaniker. Sein offizieller botanischer Autorenname lautet „Schmidel“. Als besondere Leistung gilt die Entdeckung der Antheridien und deren Funktion bei den Lebermoosen.

## Leben
Schmidel studierte in Gera, Halle und Jena Arzneikunde und Naturwissenschaften. 1742 wurde er promoviert und arbeitete zunächst als praktischer Arzt. Später wurde er als Professor für Arzneikunde an die neu gegründete Universität Bayreuth berufen, nach deren Verlegung nach Erlangen siedelte er mit dieser über. Am 18. Januar 1750 wurde er mit dem akademischen Beinamen Oribasius II. zum Mitglied (Matrikel-Nr. 561) der Leopoldina gewählt.
1763 wurde Schmidel zum Leibarzt des Markgrafen von Ansbach berufen; aus dieser Stellung schied er jedoch bald wieder aus. Unter dem Titel Opera botanica gab Schmidel von 1751 bis 1771 Teile des botanischen Nachlasses des schweizerischen Naturforschers Conrad Gessner heraus.
Seine Mineraliensammlung wurde 1805 zum Verkauf angeboten.

## Ehrungen
Nach Schmidel sind die Pflanzengattungen Schmidelia Boehm. (1760), Schmidelia L. (1767, nom. illeg. hom.) und †Schmideliopsis Felix (1882) benannt.

## Schriften (Auswahl)
Als Autor
- De exulceratione pericardii et cordis exemplo illustrata. Jena 1742 (Digitalisat) – Dissertation unter Simon Paul Hilscher.
- Icones plantarum et analyses partium […]. 1747–1751 (weitere Auflagen 1763–1775 und 1781–1783).
- Erz Stuffen und Berg Arten mit Farben genau abgebildet. Johann Michael Seligmann, Nürnberg 1753 (Digitalisat) – 9 Farbtafeln.
- Fossilium metalla et res metallicas concernentium glebae suis coloribus expressae. Johann Michael Seligmann, Nürnberg 1753 (Digitalisat) – 5 Farbtafeln.
- Dissertatio inauguralis botanica de Buxbaumia. Tetschner, Erlangen 1758 (Digitalisat) – Respondent: Johann Georg Hoelzel.
- De medulla radicis ad florem pertingente. Tetschner, Erlangen 1758 – Respondent: Nicolaas Laurens Burman.
- Dissertatio inauguralis botanica de Blasia. Tetschner, Erlangen 1759 (Digitalisat) – Respondent: Johann Christoph Zimmermann (1735–1793).
- Dissertatio inauguralis botanica de Jungermanniae charactere. Tetschner, Erlangen 1760 (Digitalisat) – Respondent: Christoph Andreas Pauer.
- Beschreibung eines Seesternes mit rosenförmigen Verzierungen. In: Der Naturforscher. 16. Stück, 1781, S. 1–7 (Digitalisat).
- Dissertationes botanici argumenti. Walther, Erlangen 1783 (Digitalisat).
- Descriptio itineris per Helvetiam Galliam et Germaniae. Palm, Erlangen 1794 (Digitalisat).

Als Herausgeber
- Conradi Gesneri […] Opera botanica per duo saecula desiderata quorum pars prima prodromi loco continet figuras ultra CCCC. minoris formae partim ligno excisas partim aeri insculptas omnia ex bibliotheca D. Christophori Iacobi Trew […] nunc primum in lucem edidit et praefatus est D. Casimirus Christophorus Schmiedel […]. Johann Michael Seligmann, Nürnberg 1751 (Digitalisat).
  - Johann Michael Seligmann, Nürnberg 1753 (Digitalisat).
  - Johann Michael Seligmann, Nürnberg 1754 (Digitalisat, ÖNB; Digitalisat, HHU).
- Conradi Gesneri […] Historiae plantarum fasciculus quem ex biblioteca D. Christophorus Jacobi Trew […] edidit et illustravit D. Casimirus Christophorus Schmiedel […]. Johann Michael Seligmann, Nürnberg 1759 (Digitalisat).
- Conradi Gesneri […] Historiae plantarum fasciculus secundus quem ex biblioteca D. Christophorus Jacobi Trew […] edidit et illustravit D. Casimirus Christophorus Schmiedel […]. Adam Ludwig Wirsing, Nürnberg 1770.
- Conradi Gesneri […] Opera botanica per duo saecula desiderata quorum pars secunda continet centuriam primam plantarum maximam partem figuris aeneis expressarum quam ex bibliotheca D. Christophori Iacobi Trew […] edidit atque historiam fatorum operis ex eiusdem chartis manuscriptis in latinum versam adjecit D. Casimirus Christophorus Schmiedel […]. Adam Ludwig Wirsing, Nürnberg 1771 (Digitalisat).